# Autostrada A4 (Polonia)
L'autostrada A4 è un'autostrada polacca che attraversa il paese da ovest a est, che attraversa la Polonia meridionale, lungo il versante settentrionale dei Sudeti e dei Carpazi, dal confine polacco-tedesco a Zgorzelec-Görlitz (collegandosi con l'autostrada A4 tedesca), attraversando Breslavia, Opole, Gliwice, Katowice, Cracovia, Tarnów e Rzeszów, fino al confine polacco-ucraino a Korczowa-Krakovets (collegamento con la M10).
L'autostrada tra Breslavia e Cracovia (270 km) è stata costruita tra il 1976 e il 2005. La parte da Mysłowice a Cracovia è a pedaggio.
Il tratto dal confine tedesco a Breslavia (151 km, non a pedaggio) è stato costruito tra il 2002 e il 2009, in gran parte come ripavimentazione della vecchia autostrada in cemento costruita dal 1933 al 1937 (allora territorio della Germania nazista). Le parti ri-aslfatate sono al di sotto degli standard a causa della mancanza di corsie di emergenza e il limite di velocità è ridotto a 110 km/h.
L'autostrada da Cracovia al confine ucraino (251 km, senza pedaggio) è stata costruita tra il 2010 e il 2016, rendendo l'A4 il primo collegamento autostradale polacco completo da confine a confine.